# ALLJAPAN B-Banquet
ALLJAPAN B-Banquet（オールジャパン・バトル-バンケット）は、GAORAが製作する全日本プロレスの中継番組である。

## 概要
- 全日本プロレスは日本テレビから全日本プロレス中継を放送していたが、選手の集団離脱事件の影響から2000年6月に急遽終了し、以後テレビ中継が行われる機会がなかったが、その後衛星放送への放送に転向した。
- 原則として毎週土曜日深夜に最新の番組に更新される。注目の大会、試合（主に各シリーズの開幕戦、最終戦、タイトル戦に絡む試合が行われるもの）を前編と後編と2週に分けてピックアップして1時間に渡って紹介する。なお、現在は毎週放送を取りやめ、注目試合をおよそ2週間後に3時間程度の枠で放送している。
- 2007年のチャンピオン・カーニバル（後楽園ホール5連戦）は全試合が完全放送された。特に初日目と最終日は3時間にわたる中継録画スペシャル（初日は当日撮って出し、最終日は後日放送）で放映した。なお、この5連戦はゲストとして原口あきまさ、三又又三、イジリー岡田、ダチョウ倶楽部、神奈月のプロレス好きのお笑い芸人5名も出演した。ちなみに5人ともTARUに水を頭にぶっかけられてしまった（ダチョウ倶楽部は上島だけが喰らってしまった）。また、三又以外はF-1タッグ王座などにも登場している。2008年1月26日に行われた『ファン感謝デーin大阪』ではザ・プラン9の浅越ゴエが出演した。
- 2008年のチャンピオン・カーニバル（後楽園ホール5連戦）も全試合完全放送された。特に4月5日の開幕戦と6日の2日目はNEAR LIVE（撮って出し）で当日放送。また昨年のお笑い芸人に引き続き、相澤仁美、田代さやか、愛川ゆず季、原幹恵、小阪由佳のグラビアアイドル5名がゲストとして出演した。そのうちの愛川は2年後にプロレスラーデビューを果たし、3年後のファン感謝デーで選手としてリングに上がっている。
- 本枠以外にも、随時大規模体育館（両国国技館、国立代々木競技場など）で行われる主要大会については、「全日本プロレススペシャル」と題して2、3時間程度の尺を使って実況することもある。

## 解説、実況
- 解説 : 小佐野景浩
- ゲスト解説 : 渕正信（ビッグマッチ担当2005年~？2019年）
- 実況 : 鍵野泰加彦（かぎの たかひこ。旧芸名:鍵野威史=たけし。ナレーター兼任、2006年~2024年3月9日）、市川勝也（2024年3月30日~。中元不在には担当する事もあり）、中元翔一(2024年4月18日~)